# نوی‌شتات (والدناب)
نوی‌شتات (به آلمانی: نوی‌اشتات آن در والدناب) یک شهر در آلمان است که در نوی‌شتات (والدناب) واقع شده‌است.

## خصوصیات
نوی‌شتات ۵٬۹۸۷ نفر جمعیت دارد.